# Shaviyani
Shaviyani är en administrativ atoll i Maldiverna. Den ligger i den norra delen av landet, den administrativa centralorten Funadhoo ligger 220 km norr om huvudstaden Malé. Antalet invånare vid folkräkningen 2014 var 12 636.
Den administrativa atollen består geografiskt av 51 öar spridda över den norra delen av Miladhunmadulu atoll. 
Det finns 14 bebodda öar: Bileffahi, Feevah, Feydhoo, Foakaidhoo, Funadhoo, Goidhoo, Kanditheemu, Komandoo, Lhaimagu, Maaungoodhoo, Maroshi, Milandhoo, Narudhoo och Noomaraa.